# اشلی ساترن
اشلی ساترن (انگلیسی: Ashleigh Southern؛ زادهٔ ۲۲ اکتبر ۱۹۹۲) بازیکن زن واترپلو اهل استرالیا است.
وی در مسابقات کشوری و بین‌المللی در مجموع برندهٔ ۱ مدال طلا، ۲ مدال نقره، ۳ مدال برنز شده‌است.